# Локачівський замок
Локачівський замок — замок, збудований на болотах нижче міста, поблизу села Козлівка (Козлів).

## Історія
Замок вперше згадується в описі 1545 року. Грабовецький староста Людвік Вільга 1778 року отримав право проводити для міста чотири ярмарки. Тут двічі приймали короля речі Посполитої Станіслава Августа Понятовського у 1781 та 1787 роках. На той час замок, мабуть, вже був у руїнах, оскільки Вільга приймав короля у своєму будинку в місті. До кінця ХІХ століття від замку залишилися лише вали та залишки стін.

## Власники
У 1545 році Локачі перейшшли до власності князів Чорторийських, пізніше — до родини Санґушків, а нарешті — до родини Острозьких. У 1753 році разом із сусіднім Литовежем та дев'ятьма селами їх було передано князем Янушем Санґушком Францішеку Салезію Потоцькому за умови, що він надасть сім озброєних людей та кінноту для оборони країни. Від родини Потоцьких Локачі перейшли до родини Вільг.